# Imbrien supérieur

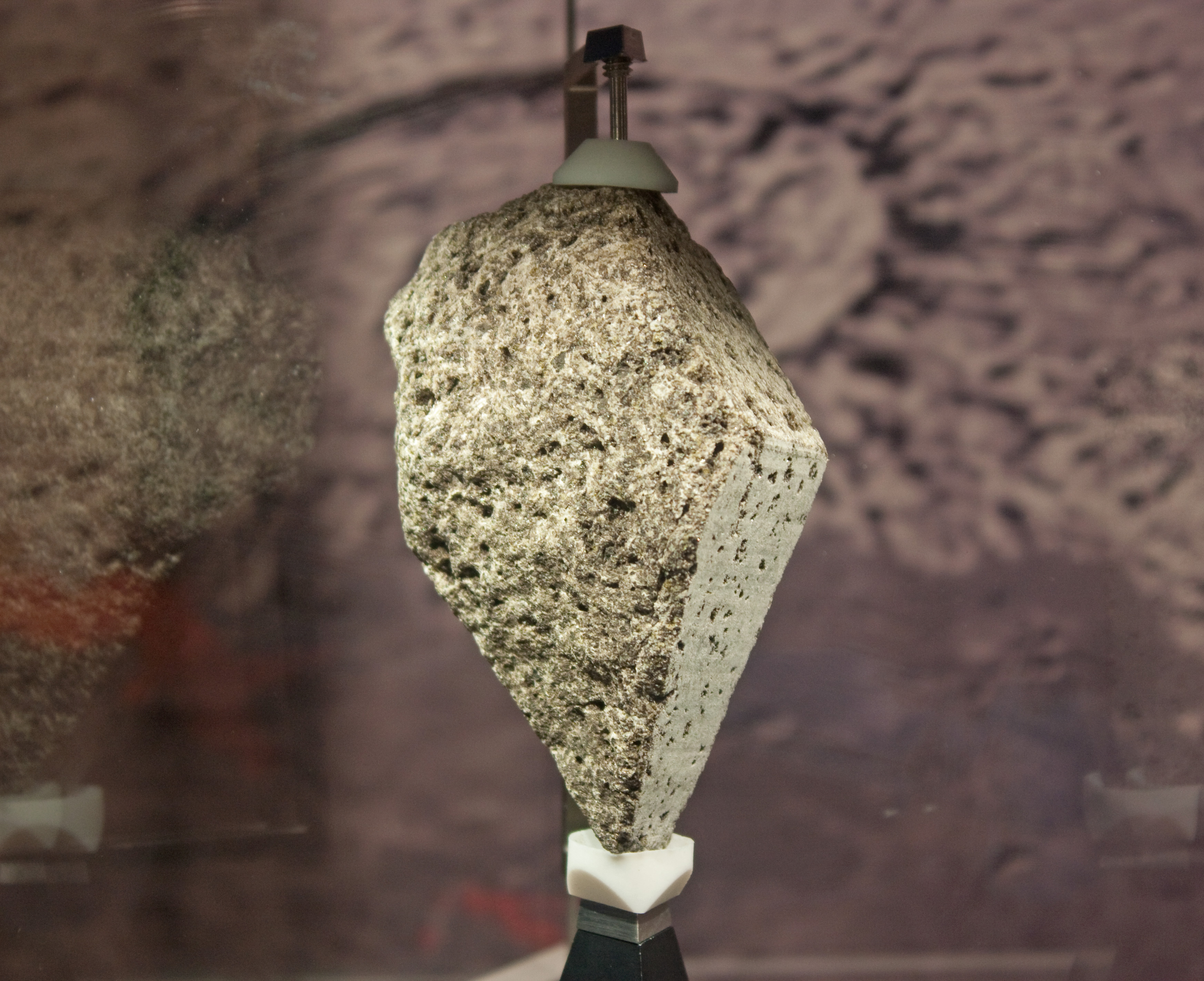
Morceau de basalte lunaire formé il y a environ 3.3 milliards d'années. C'est un fragment de l'échantillon 15555, le Great Scott rapporté par Apollo 15 en 1971.

Dans l'échelle des temps géologiques lunaires, l'époque de l’Imbrien supérieur se situe entre 3,8 milliards et environ 3,2 milliards d'années avant aujourd'hui. Durant cette période, le manteau lunaire a partiellement fondu et rempli les bassins lunaires de basalte. Il est supposé que cette fusion est survenue à la suite des impacts survenus lors de la période précédente (Imbrien inférieur), qui auraient aminci la croute lunaire. Elle aurait été causée, soit par la réduction de pression qui aurait poussé le manteau vers l'extérieur, soit par la perte d'isolation thermique de la croute à la suite de la réduction de sa taille. La majorité des roches lunaires rapportées sur Terre se sont formées durant cette époque.
L'équivalence terrestre de cette époque est située aux trois quarts de l'éon Archéen.